# Compagnia d’Opera Italiana di Milano

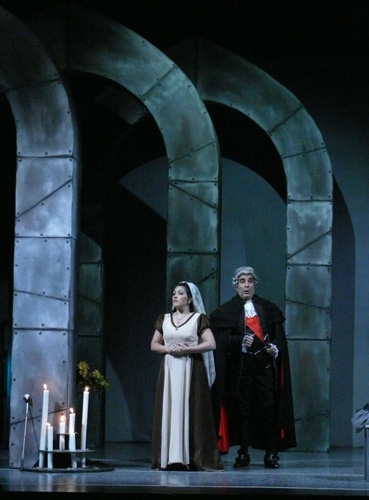
Tosca-Produktion 2008, Gmunden, Oktober 2008

Die Compagnia d’Opera Italiana di Milano ist eine italienische Theatergruppe, die Aufführungen finden ausschließlich auf Tourneen statt.

## Geschichte
Die Gruppe wurde 1948 von Piedro Holborn und Hans Schlote gegründet. 1993 trat Joachim Schlote die Nachfolge seines Vaters an. Die Compagnia d’Opera Italiana di Milano ist ein privat-wirtschaftliches Unternehmen und erhält keinerlei Subventionen. Sie hat sich zur Aufgabe gestellt, gerade für die Verbreitung und Popularisierung des italienischen Belcanto-Repertoires Sorge zu tragen. Hier wird ein besonderer Wert auf die der Opern von Giuseppe Verdi und Giacomo Puccini gelegt.
Die Compagnia führt alljährlich ein Vorsingen in Mailand durch, um ein Ensemble für die aktuelle Produktion, die von Saison zu Saison neu zu besetzen ist, zusammenzustellen. Anschließend finden die musikalischen Proben in Italien statt, bevor es an die szenische Arbeit geht. Das Ensemble tritt unter diesem Namen ausschließlich auf Gastspielen vorwiegend in Städten auf, die über kein eigenes Opern-Ensemble verfügen.
Die Produktion Madama Butterfly von Giacomo Puccini wurde von den Mitgliedern der Interessengemeinschaft der Städte mit Theatergastspielen INTHEGA mit dem Musiktheater-Preis der Spielzeit 2004/05 ausgezeichnet und La traviata von Giuseppe Verdi mit dem Musiktheater-Preis der Spielzeit 2007/08.